# Takahiko Sumida
Takahiko Sumida (住田 貴彦 Sumida Takahiko?, nacido el 12 de marzo de 1991 en Tottori) es un exfutbolista japonés. Jugaba de delantero y su último club fue el Grulla Morioka de Japón.

## Trayectoria

### Clubes
| Club            | País  | Año         |
| --------------- | ----- | ----------- |
| Oita Trinita    | Japón | 2009 - 2010 |
| Gainare Tottori | Japón | 2010 - 2014 |
| Grulla Morioka  | Japón | 2015        |

## Estadística de carrera

### J. League
| Club            | Año   | J. League | J. League | Copa J. League | Copa J. League | Total | Total |
| Club            | Año   | Part.     | Goles     | Part.          | Goles          | Part. | Goles |
| --------------- | ----- | --------- | --------- | -------------- | -------------- | ----- | ----- |
| Oita Trinita    | 2009  | 2         | 0         | 0              | 0              | 2     | 0     |
| Oita Trinita    | 2010  | 5         | 0         | -              | -              | 5     | 0     |
| Gainare Tottori | 2011  | 12        | 1         | -              | -              | 12    | 1     |
| Gainare Tottori | 2012  | 26        | 4         | -              | -              | 26    | 4     |
| Gainare Tottori | 2013  | 29        | 2         | -              | -              | 29    | 2     |
| Gainare Tottori | 2014  | 26        | 0         | -              | -              | 26    | 0     |
| Grulla Morioka  | 2015  | 17        | 1         | -              | -              | 17    | 1     |
| Total           | Total | 117       | 8         | 0              | 0              | 117   | 8     |